# Гладышевское сельское поселение (Тверская область)
Гла́дышевское се́льское поселе́ние — муниципальное образование в составе Сонковского района Тверской области.
Административный центр — деревня Гладышево.

## Географические данные
- Общая площадь: 77 км²
- Нахождение: северная часть Сонковского района
  - Граничит:
    - на севере — с Краснохолмским районом, Барбинское СП и Большерагозинское СП
    - на востоке — с Петровским СП
    - на юге — с городским поселением посёлок Сонково
    - на юго-западе — с Беляницким СП
    - на западе — с Горским СП

Главная река — Сить.

Поселение пересекает железнодорожная линия «Москва—Сонково—Санкт-Петербург».

## История
В XIX — начале XX века деревни поселения относились к Бокаревской волости Бежецкого уезда и Литвиновской волости Кашинского уезда.
Образовано в 2005 году, включило в себя территорию Гладышевского сельского округа.

## Население
| 2010 | 2011 | 2012 | 2013 | 2014 | 2015 | 2016 | 2017 | 2018 |
| ---- | ---- | ---- | ---- | ---- | ---- | ---- | ---- | ---- |
| 595  | ↗599 | ↘566 | ↘540 | ↘521 | ↘509 | ↘490 | ↘480 | ↘475 |
| 2019 | 2020 | 2021 |      |      |      |      |      |      |
| ↘470 | ↘445 | ↘334 |      |      |      |      |      |      |

На 01.01.2008 — 624 человек.

## Состав сельского поселения
| №  | Населённый пункт | Тип населённого пункта          | Население |
| -- | ---------------- | ------------------------------- | --------- |
| 1  | Анисимово        | деревня                         | 9         |
| 2  | Булдыриха        | деревня                         | 11        |
| 3  | Власово          | деревня                         | 53        |
| 4  | Гладышево        | деревня, административный центр | ↗213      |
| 5  | Григоровка       | деревня                         | 21        |
| 6  | Красномайский    | посёлок                         | 111       |
| 7  | Кутани           | деревня                         | 0         |
| 8  | Никола           | деревня                         | 25        |
| 9  | Прилуки          | деревня                         | ↘10       |
| 10 | Савелиха         | деревня                         | 24        |
| 11 | Савелиха         | посёлок                         | 1         |
| 12 | Сараево          | деревня                         | 18        |
| 13 | Сверчково        | деревня                         | 38        |
| 14 | Села             | деревня                         | 24        |
| 15 | Сорокино         | деревня                         | 15        |
| 16 | Струбищи         | деревня                         | 1         |
| 17 | Ястребиха        | деревня                         | 15        |

### Упразднённые населённые пункты
- Синяево